# Hans Wintoch

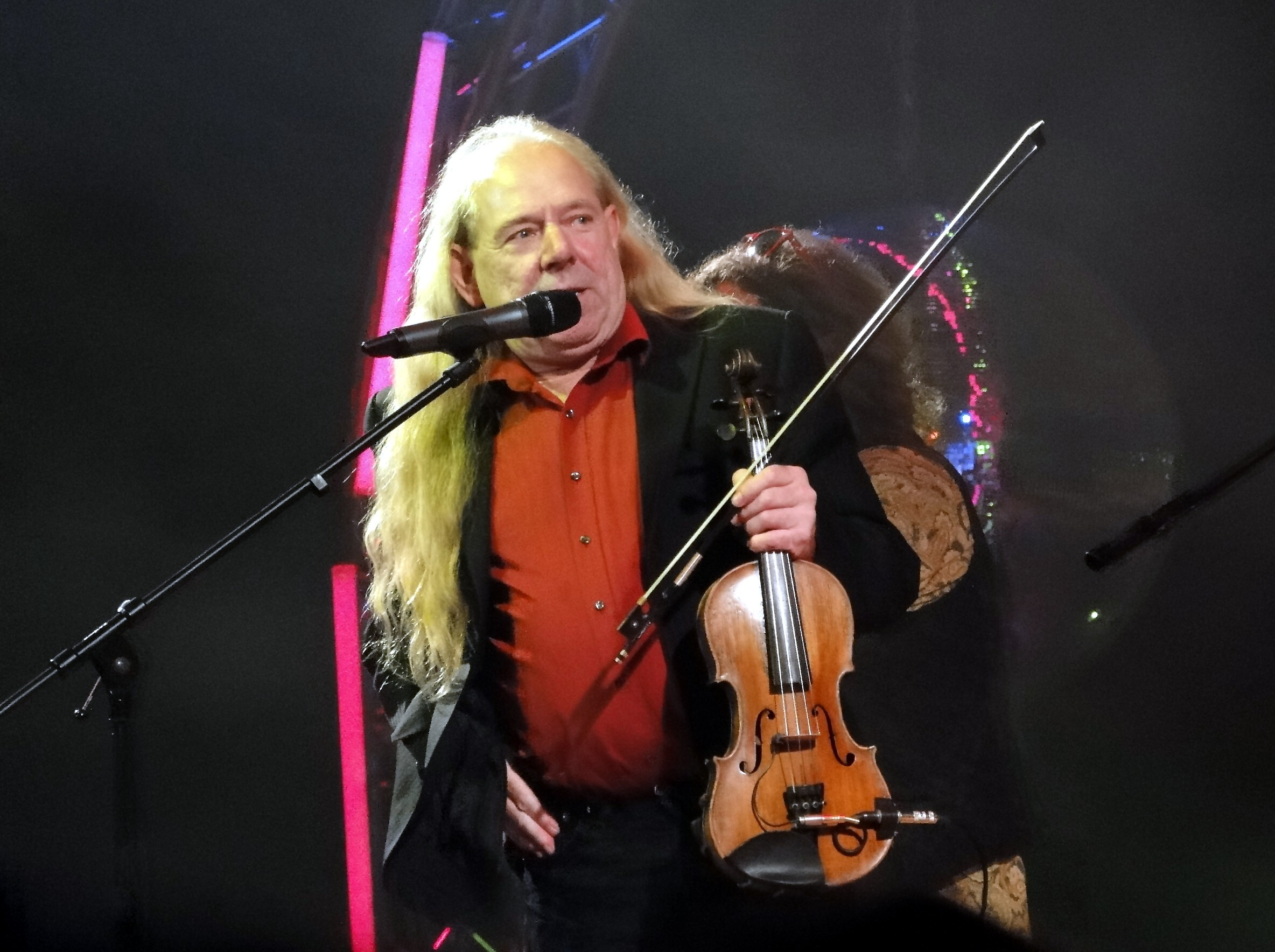
Hans die Geige (2010)

Hans Wintoch alias Hans die Geige (* 1. Oktober 1954 in Kropstädt bei Wittenberg) ist ein deutscher Rockgeiger, Band- und Studiomusiker. Wintoch lebt in Gladowshöhe.

## Musikalische Entwicklung
Wintoch erhielt bereits mit fünf Jahren Geigenunterricht. Von 1961 bis 1965 besuchte er die Musikschule Sangerhausen und von 1965 bis 1969 die Spezialschule für Musik in Halle (Saale). Ab dem 16. Lebensjahr studierte er an der Hochschule für Musik Franz Liszt in Weimar. Während des Studiums wechselte er von der E-Musik zur U-Musik und spielte in verschiedenen Amateurbands. 
Sein Start als Berufsmusiker erfolgte 1975 in der Sieghart-Schubert-Formation (später Schubert-Band). Die von Sieghart Schubert geleitete Band spielte damals jazzorientierten Rock. 1978 wechselte Wintoch in die Band Report aus Halle (Saale). Noch im gleichen Jahr ging er nach Berlin zu Stefan Diestelmann, bevor er im Jahr 1979 bei Magdeburg einstieg. Wintoch, der bei Magdeburg Keyboard spielte, stellte nach einem Auftrittsverbot beim DDR-Fernsehen mit der Band einen kollektiven Ausreiseantrag, den er mit zwei weiteren Bandmitgliedern später zurückzog. Infolge der damaligen Ereignisse verlor die Band ihre Spielerlaubnis und löste sich auf. Wintoch spielte daraufhin kurze Zeit in der Band Kleeblatt, bevor er als Violinist bei Reform aus Magdeburg einstieg. Als 1984 Till Patzer und Werther Lohse von Lift nach einer jazzorientierten Phase zum ursprünglichen musikalischen Konzept dieser Band zurückkehrten und neben Michael Heubach einen weiteren Keyboarder suchten, wechselte Wintoch in diese Band. Doch Lift konnte nicht an ihre früheren Erfolge anknüpfen, so dass Wintoch und Heubach bereits ein Jahr später die Band wieder verließen.
Fortan spielte er als Gastmusiker bei Engerling, Monokel, der Jonathan Blues Band und Kerth. Als Wintoch bei dem DT64-Konzert die Geige in der Rockmusik erstmals als Solist auftrat, war das der Beginn seiner Karriere als Hans die Geige. 1988 veröffentlichte das DDR-Label Amiga seine erste Soloplatte mit Kompositionen von Michael Heubach, Sieghart Schubert und Wintoch selbst. Begleitet wurde er auf dieser Langspielplatte  von Wolfgang Kobischke, Michael Heubach, Moritz Schubert und Uwe Hassbecker. Wintoch ist bis heute als Solist tätig und steht gelegentlich mit bekannten „Ostrockern“ auf der Bühne. Als ein Höhepunkt gilt das Konzert am 20. Mai 2007 in Mittweida, wo er gemeinsam mit Peter Cäsar Gläser zum Gedenken an den tödlich verunglückten Renft-Musiker Heinz Prüfer den 
Eric-Clapton-Song Tears in Heaven vortrug. Solistisch bewegt er sich von Rock über Blues und Jazz bis hin zur klassischen Musik.

## Diskografie

### LP
(nur Soloalben)
- 1988   Hans die Geige (Amiga)

### CDs
- 1993 Hans die Geige II
- 1994 Face to Face (Barbarossa)
- 1995 Sky (Beywin)
- 1997 Das alles bin ich
- 2003 Hans die Geige in Klassik
- 2003 Hier auf Erden
- 2005 Jetzt oder nie (Hassel Music)
- 2010 Hans die Geige – Acoustic Strings Connection (Musikstudio Wint)
- 2013 Mit Leib & Seele – 40 Jahre Hans die Geige
- 2016 Flieg mit und Sing mit (mit Kristin Lenk, WINT Musikstudio)